# Bruno Sarpa Costa
Bruno Sarpa Costa (sinh ngày 29 tháng 10 năm 1984) là một cầu thủ bóng đá người Brasil.

## Sự nghiệp câu lạc bộ
Bruno Sarpa Costa đã từng chơi cho Vegalta Sendai.